# Ruy Barbosa (Rio Grande do Norte)
Ruy Barbosa, município brasileiro do estado do Rio Grande do Norte. De acordo com estimativa do IBGE (Instituto Brasileiro de Geografia e Estatística) no ano 2024, sua população é de 3.266 habitantes. Área territorial de 125,809 km².